# Maria Schutz (Bad Griesbach)

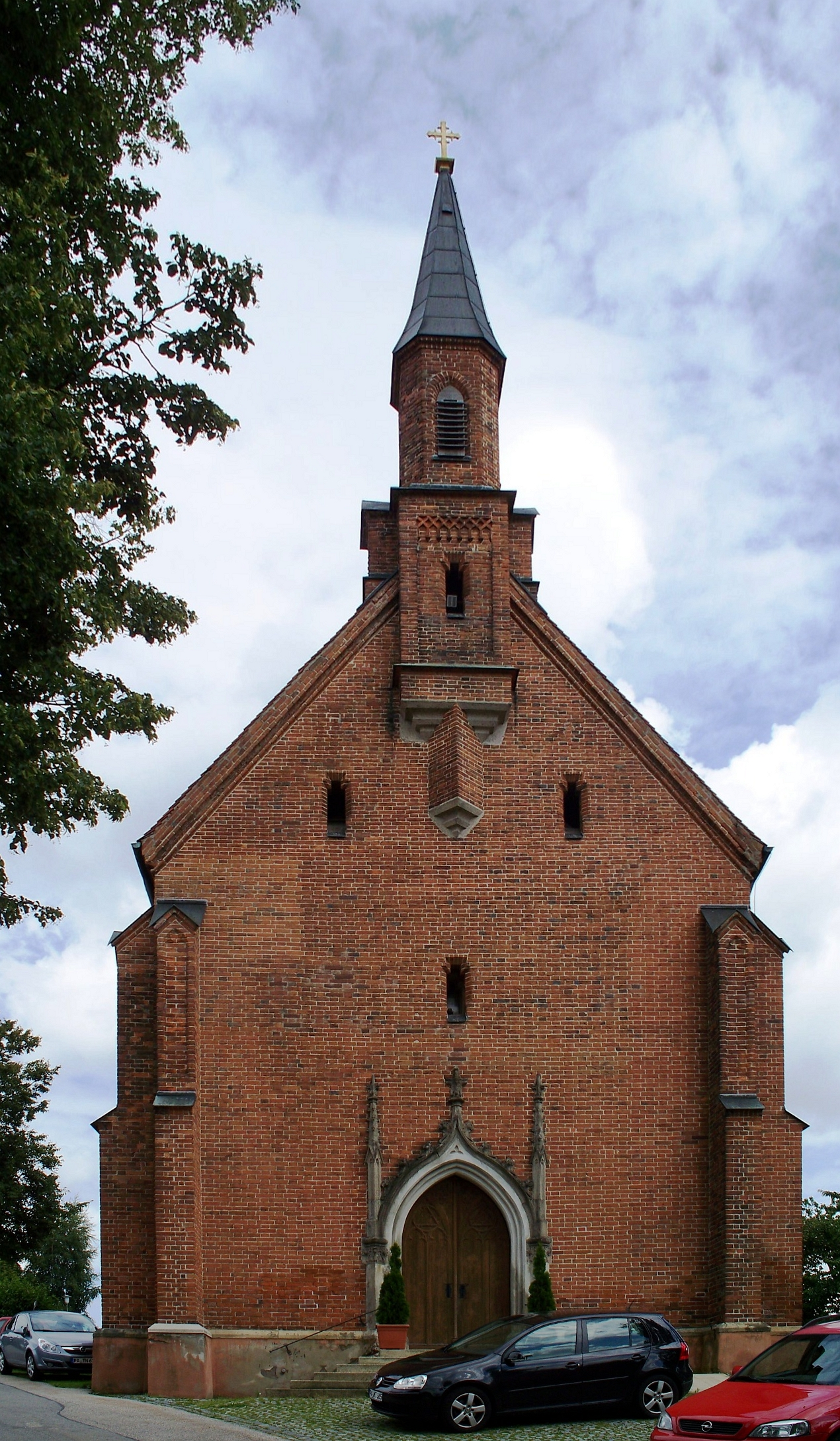
Südwestfassade mit Eingangsportal und Dachreiter (2010)

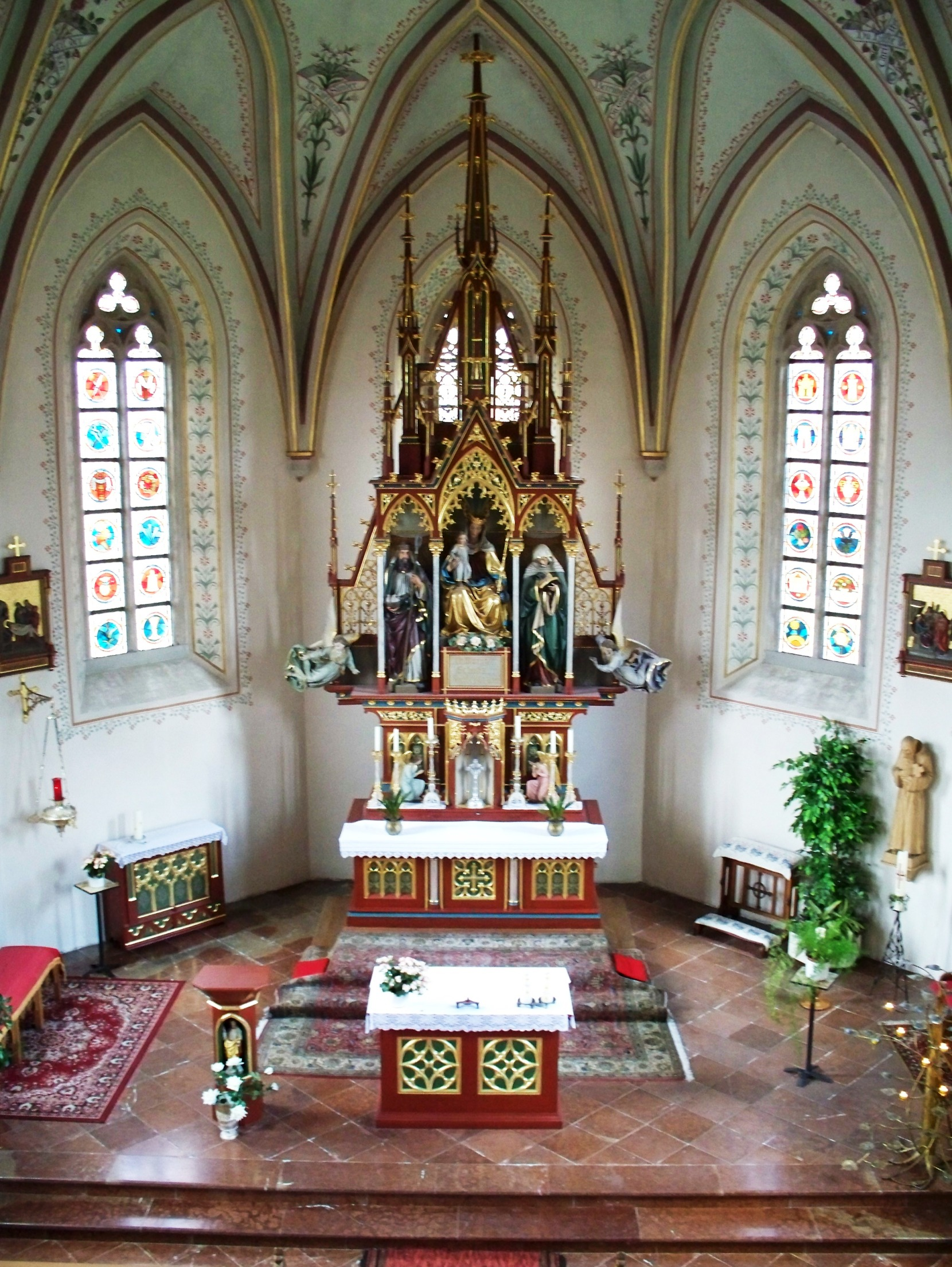
Inneres der Kirche

Die Wallfahrtskirche Maria Schutz auf dem Kronberg in Bad Griesbach im Rottal ist eine römisch-katholische Kirche. Sie gehört zur Pfarrei „Zur heiligen Familie“ Bad Griesbach im Dekanat Pocking (Bistum Passau) und wurde unter Nr. D-2-75-124-14 in die Liste der Baudenkmäler in Bayern aufgenommen.

## Geschichte
An der Stelle der heutigen Kirche auf dem Kronberg, nordöstlich oberhalb des Stadtkerns von Bad Griesbach, wurde in der zweiten Hälfte des 17. Jahrhunderts eine Linde als Ersatz für eine alte Eiche gepflanzt, die vom Sturm umgerissen worden war, und daran ein Marienbild angebracht. Als von Gebetserhörungen und Heilungen berichtet wurde, pilgerten zunehmend Menschen zu der Stelle, die nicht weit vom Weg nach Vilshofen lag. 1686 konnte aus den Spenden der Pilger eine erste Holzkapelle erbaut und mit Bildern ausgestattet werden. Ein dankbarer Wallfahrer schenkte der Kapelle eine Kopie des Gnadenbildes "Maria Schutz", welches seit Mitte des 16. Jahrhunderts im damaligen Passauer Benediktinerinnenkloster Niedernburg verehrt wurde. Daraus leitete sich der Name der Kapelle ab.
Nacheinander gab es mehrere Kapellen auf dem Kronberg, zumeist schlichte Bauten aus Holz. Das jetzige Steingebäude wurde im Jahr 1847 begonnen und am 1. Mai 1852 feierlich geweiht. Der heilige Kapuzinerbruder Konrad, 1818 im nahegelegenen Parzham geboren, besuchte die Kirche regelmäßig zum Gottesdienst.
Die Kirche wurde in der Folgezeit mehrfach renoviert und zum Teil verändert. 1966 stürzte das ursprüngliche Gewölbe ein, das gestiftete Altarbild ging verloren. Bei einer von 1983 bis 1985 vorgenommenen Grundsanierung wurde versucht, den dokumentierten Originalzustand der Kirche weitgehend wiederherzustellen. Bis heute finden dort regelmäßig Gottesdienste statt.

## Bau und Ausstattung
Maria Schutz zu Kronberg ist eine im Äußeren und in der Innenausstattung neugotische Kirche. Über der südwestlichen, der Stadtmitte von Bad Griesbach zugekehrten Fassade mit dem Eingangsportal ist ein Dachreiter aufgesetzt.
Das Innere der Saalkirche ist geprägt von einem harmonischen Netzrippengewölbe und einer zarten Ausmalung mit Rosen und Lilien. Die helle, leichte Stimmung der Kirche wird auch durch die Glasgemälde in den Chorfenstern bestimmt. Das linke zeigt die Leidenswerkzeuge Christi (Arma Christi), das rechte die marianischen Symbole der Lauretanischen Litanei. Der neugotische, von filigranen hölzernen Fialen gekrönte Altaraufsatz enthält eine Statue der Himmelskönigin Maria mit ihrem Kind Jesus, flankiert von ihren Eltern Joachim und Anna.
An den Wänden des Langhauses befinden sich zahlreiche Votivtafeln dankbarer Wallfahrer, an der südwestlichen Wand hängt ein großes Kruzifix, rechts und links davon Statuen von Maria und dem Apostel Johannes (Joh 21,26 ). Die Orgel auf der Empore hat acht Register, spielbar auf einem Manual und Pedal.